# Alkméonovci
Alkméonovci (Αλκμεωνίδες) byla významná aristokratická rodina starověkých Athén zapojující se do boje o moc v tomto městě často na straně demokratizujících reforem. Vyšlo z ní několik význačných historických osobností.

## Historie rodiny
Rod odvozoval svůj původ od Nestorova bratra Thrasyméda. Jeho pravnuk nebo prasynovec Alkméón prý v době dórského vpádu na Peloponés odešel z Pylu v Messénii do Athén. Tradiční emblém Alkméonovců byl triskelés – svastika. Její tehdejší význam však není znám.
Alkméonovci vstupují do dějin Athén potlačením Kylónova povstání roku 640 př. n. l., jehož se ujal archón Megaklés na žádost ostatních archontů (devítičlenná athénská „vláda“). Kylón a jeho přívrženci, kteří hledali azyl v chrámu, byli slibem milosti vylákáni ven a potom do jednoho pobiti. Za trest Alkméonovce vládnoucí aristokraté vypověděli z Athén a na věky je prokleli. Tato událost se stala jedním z tvrdošíjných argumentů v ústech odpůrců demokracie v Athénách (Kylónský hřích).
Za všeobecné amnestie, kterou vyhlásil roku 594 př. n. l. Solón se Alkméonovci vrátili zpět do Athén. Člen rodiny Megaklés soupeřil s Peisistratem o nadvládu (tyrannis) v Athénách. Poté, co se Peisistratos zmocnil vlády, byli Alkméonovci opět vyhnáni (557 př. n. l.).
Do athénské politiky znovu zasáhli až po zavraždění Peisistratova syna Hipparcha roku 514 př. n. l. a následném svržení jeho bratra Hippia (510 př. n. l.), kdy Kleisthenés, syn Megakleův, prosadil demokratizaci mocenské struktury obce. V době první řecko-perské války roku 490 př. n. l. byli Alkméonovci obviňováni athénským lidem, že během bitvy u Marathónu dávali znamení perské flotile. Z rodu po matce pocházel též demokratický athénský státník a politik Periklés, žijící v období před a během peloponéské války.

## Významní členové rodu
- Megaklés (I.) – kolem 640 př. n. l. – aristokrat, archón, vůdce Alkméonovců během Kylónova puče

- Alkméón (II.) – kolem 590 př. n. l. – athénský vojevůdce a obchodník

- Megaklés (II.) – kolem 557 př. n. l. – pozemkový vlastník a obchodník, soupeř Peisistratův, syn Alkméonův

- Kleisthenés – kolem 508 př. n. l. – zákonodárce a politik, syn Megakleův

- Periklés – 500–429 př. n. l. – athénský demokratický politik, prasynovec Kleisthenův